# Revelación
Revelación is de vierde extended play van de Amerikaanse zangeres Selena Gomez. Het werd uitgebracht op 12 maart 2021 en werd voorafgegaan door de singles 'De una vez', 'Baila conmigo' en 'Selfish Love'. Revelación is Gomez' eerste Spaanstalige release, dat een combinatie bevat van reggaeton, electropop en Latin pop, met alternatieve R&B-elementen. Het mini-album kreeg lovende recensies.

## Achtergrond
In februari 2020 onthulde Gomez dat ze plannen had om Spaanstalige muziek uit te brengen. Naar eigen zeggen was het iets dat ze al tien jaar wilde doen, omdat ze trots zou zijn op haar afkomst. Hoewel haar vader van Mexicaanse komaf is en ze de Spaanse taal als kind leerde, voelde Gomez zich genoodzaakt een taalcoach in te huren om haar Spaanse woordenschat bij te werken, aan haar accent te werken en straattaal te oefenen.
De opnames van Revelación begonnen vlak voor de COVID-19 gerelateerde lockdowns. Het mini-album werd bijna volledig op afstand opgenomen, in een thuisstudio. De eerste single, 'De una vez', kwam uit op 14 januari 2021. De tweede single, 'Baila conmigo', volgde twee weken later. Voor dit nummer werkte Gomez samen met de Puerto Ricaanse rapper en zanger Rauw Alejandro. Voor de derde single, 'Selfish Love', dat op 4 maart 2021 verscheen, ging Gomez voor de tweede keer een samenwerking aan met DJ Snake. Eerder werkten zij samen voor de single 'Taki Taki', dat inmiddels meer dan 1,4 miljard keer op Spotify werd gestreamd (mei 2023). De meest succesvolle single van Revelación is 'Baila conmigo', met inmiddels ruim 445 miljoen streams (mei 2023). De bijbehorende videoclip heeft meer dan 161 miljoen views (mei 2023). 'De una vez' en 'Selfish Love' zijn inmiddels respectievelijk 91 en 100 miljoen keer gestreamd (mei 2023), de videoclips 97 en 42 miljoen keer bekeken (mei 2023).
De thema's van Revelación zijn kracht, liefde en vergeving.

## Tracklist
1. De una vez
2. Buscando amor
3. Baila vonmigo (met Rauw Alejandro)
4. Dámelo to' (met Myke Towers)
5. Vicio
6. Adiós
7. Selfish Love (met DJ Snake)